# 迪士尼市中心特區
迪士尼市中心特區（英語：Downtown Disney，正式名）是一个户外购物、餐饮和娱乐区域，位于美国阿納海姆 (加利福尼亞州)迪士尼樂園度假區，在迪士尼樂園度假區扩建时和迪士尼加州冒險樂園一并修建，于2001年1月12日開幕。

## 外部連結
- 迪士尼市中心特區官方網站 （页面存档备份，存于）